# Paul Schachtschabel
Paul Otto Schachtschabel (* 4. Juni 1904 in Gumperda; † 4. Februar 1998 in Schwalmstadt) war ein deutscher Bodenkundler.

## Leben
Er studierte Chemie, Mineralogie und Physik in Jena, wo er 1929 auch promoviert wurde. 1939 habilitierte er sich mit der Schrift Sorption der anorganischen und organischen Kolloide des Bodens für die Fächer Bodenkunde und Pflanzenernährung und wurde zum Privatdozent ernannt. Nach zwischenzeitlichen Anstellungen an der Landwirtschaftlichen Versuchsanstalt Stuttgart-Hohenheim und am Bodenkundlichen Institut der Universität Göttingen hatte er von 1948 bis zu seiner Emeritierung 1971 den Lehrstuhl für Bodenkunde an der Hochschule für Gartenbau und Landeskultur, ab 1952 ein Lehrstuhl der Universität Hannover, inne.

## Leistungen
Er entwickelte drei Untersuchungsmethoden, die vom Verband deutscher landwirtschaftlicher Untersuchungs- und Forschungsanstalten (VDLUFA) seit vielen Jahren noch im Methodenbuch angeführt werden:
- Schachtschabel-Methode zur Bestimmung H-Wertes und daraus des Kalkbedarfs der Böden
- Methode zur Bestimmung des pflanzenverfügbaren Magnesiums nach Schachtschabel
- Methoden zur Bestimmung des Mangan-Versorgungsgrades der Ackerböden

Schachtschabel war Mitautor der 9. bis 14. Ausgabe des Standardwerks seines Mentors Fritz Scheffer Scheffer/Schachtschabel Lehrbuch der Bodenkunde. Bis 2018 erschienen noch drei weitere Auflagen.
Zu seinen Schülern gehörten unter anderen Karl-Heinrich Hartge und Udo Schwertmann.

## Ehrenamt
In Fachgesellschaften
- Mitglied der Deutschen Bodenkundlichen Gesellschaft (DBG)
- 1948 Langjähriger Vorsitzender der Kommission für Bodenchemie der DBG
- 1965 bis 1969 Vizepräsident der DBG
- Mitglied der Internationalen Bodenkundliche Gesellschaft
- 1959 Langjähriger Vorsitzender der Fachgruppe für Bodenkunde, Pflanzenernährung und Bodenkunde des VDLUFA
- 25 Jahre Mitglied der Fachgruppe Bodenuntersuchung des VDLUFA
- Seit 1954 Mitherausgeber der Zeitschrift für Pflanzenernährung, Düngung und Bodenkunde

An der Technischen Hochschule Hannover
- 1954 bis 1958 Geschäftsführung des Inst. für Pflanzenernährung
- 1956 bis 1957 Mitglied des Senats
- 1957 bis 1958 Dekan der Fakultät für Gartenbau und Landeskultur

## Ehrungen
- 1973 Ehrenmitglied der Deutschen Bodenkundliche Gesellschaft
- 1980 Ehrenmitglied der Internationalen Bodenkundl. Gesellschaft

- 1964 Ehrendoktor (Dr. agr. hc.) der Universität Kiel
- 1968 Hugo-Neubauer-Auszeichnung des VDLUFA

## Werke
- Über Dehydratisierung und Rehydratisierung des Kaolins. In: Chemie der Erde. Bd. 4, Fischer, Jena 1930, S. 395–419 DNB-Katalog
- in Zusammenarbeit mit Fritz Scheffer: Lehrbuch der Bodenkunde. - Die ersten Ausgaben erschienen in der „Sammlung chemischer und chemisch-technischer Vorträge“ (Neue Folge H. 35 a–c) im Verlag Ferdinand Enke Stuttgart unter dem Titel Agrikulturchemie: Teil a: Boden, 1937; 2. Auflage 1944. Teil b: Pflanzenernährung 1938; 2. Auflage 1946; 3. Auflage mit Erwin Welte 1955. Teil c: Humus und Humusdünger 1941; 2. Auflage mit Bernhard Ulrich 1959. Den Teil a Boden hat Scheffer später als eigenständiges Werk gemeinsam mit Paul Schachtschabel herausgegeben: 3. Auflage ebenda 1952; 4. Auflage 1956; 5. Auflage 1960. Alle folgenden Auflagen erschienen unter dem Titel Lehrbuch der Bodenkunde: 6. Auflage ebenda 1966; 7. Auflage 1970; 8. Auflage 1973. Ab der 9. Auflage (1976) sind auch andere Bodenkundler als Mitarbeiter beteiligt. Nach dem Tod Scheffers sind erschienen: 10. Auflage ebenda 1979; 11. Auflage 1982; 12. Auflage 1989; 13. Auflage 1992; 14. Auflage 1998; 15. Auflage neubearbeitet und erweitert von Hans-Peter Blume u. a. Spektrum Akademischer Verlag, Heidelberg und Berlin 2002; 16. Auflage neu bearbeitet von Hans-Peter Blume u. a. Spektrum Akademischer Verlag, Heidelberg 2010; Stil Science, Springer, Berlin, 2016; 17. Auflage überarbeitet und ergänzt, Springer, Berlin, 2018.